# Летнянка
Летнянка (укр. Летнянка) — река в Дрогобычском и Стрыйском районах Львовской области Украины. Правый приток Днестра (бассейн Чёрного моря).
Длина реки 34 км, площадь бассейна 122 км². В верховье долина V-образная, ниже — трапециевидная, шириной от 0,3-0,8 до 1,5 км. Пойма в низовьях заболочена. Русло извилистое, местами ветвистое, в приустьевой части выпрямленное и канализированное на протяжении около 10 км, на отдельных участках обвалованное. Ширина русла 8-10 м. Уклон реки 1,8 м/км. К северу от посёлка городского типа Меденичи сооружены большие пруды.
Берёт начало в лесном массиве между сёлами Верхние Гаи и Райлов. Течёт сначала на северо-восток, затем на север, ниже посёлка Меденичи круто поворачивает на восток и юго-восток, а после села Горское — на северо-восток. Впадает в Днестр северо-западнее от села Раделичи.